# La Scandaleuse Ingénue
Pour plus de détails, voir Fiche technique et Distribution.
La Scandaleuse Ingénue (titre original : The Petty Girl) est un film américain réalisé par Henry Levin, sorti en 1950.

## Synopsis
À New York, George Petty tente de convaincre le constructeur d'automobile B. J. Manton d'utiliser de jolies femmes pour faire la publicité de son nouveau modèle de voiture. Il n'y parvient pas mais lorsque la fille de Manton, Mme Connie Manton Dezlow, interrompt la réunion d'affaires, elle se prend d'affection pour le jeune artiste et devient sa protectrice. Bientôt, elle lui fournit un appartement somptueux, avec un majordome nommé Beardsley et le convainc également d'abandonner ses peintures de gâteaux au fromage au profit de portraits plus respectables. Pendant ce temps, Victoria Braymore, la plus jeune professeur du collège Braymore, assiste à une conférence à New York pour défendre l'école contre les accusations selon lesquelles elle est dépassée et démodée.
George rencontre alors Victoria dans un musée d'art et elle résiste à ses tentatives de faire plus ample connaissance mais accepte finalement de dîner avec lui, à la seule condition qu'il trouve un cavalier pour son amie le Dr Crutcher. Désemparé, il demande à Beardsley de se faire passer pour son oncle Ben. Le dîner se révèle être un désastre car Beardsley se saoule, le Dr Crutcher pense être le cavalier de George et Victoria est distante avec lui. Finalement, George décide de partir, lorsque Victoria le surprend en l'accompagnant dans une boîte de nuit fréquentée par des artistes. Lorsqu'une boisson est renversée sur sa robe, elle se rend aux toilettes, où la préposée lui propose de la repasser. Cependant, la police fait une descente dans l'établissement et dans la cohue, Victoria finit par se faire arrêter, vêtue seulement de sa petite culotte.
Elle se fait photographier dans cette tenue et dès le lendemain matin, sa photo est publiée en première page du journal. À sa sortie de prison, elle écourte son voyage et retourne à Braymore. George la suit et trouve un emploi de garçon de table à la résidence de la faculté. En utilisant la photo du journal, il l'a fait chanter pour qu'elle sorte avec lui. Leurs deux premiers rendez-vous se terminent mal mais lorsqu'il la fait sortir en douce pour poser pour un tableau dans sa chambre, elle est vue par le professeur Whitman, qui interprète mal la situation. Bien que les autres professeurs soient enclins à l'indulgence, Victoria quitte allègrement l'école, se rangeant finalement à l'avis de George qui pense qu'elle y est étouffée.
Victoria se rend à l'appartement de George, où elle rencontre sa rivale pour son affection, Mme Dezlow. Elle essaie de persuader George que Mme Dezlow lui fait la même chose que les professeurs lui ont fait, à savoir le façonner pour qu'il réponde à ses souhaits et à ses attentes. Cependant, il n'est pas d'accord et Victoria se faufile alors dans le musée d'art et remplace l'un des tableaux par celui que George a peint d'elle en maillot de bain. La publicité qui en résulte lui permet d'obtenir un rôle principal dans un spectacle burlesque. Embarrassé, George obtient une injonction l'empêchant de se produire en tant que Petty Girl.
Comme l'injonction ne s'applique qu'aux lieux publics, Victoria s'incruste à la soirée privée organisée par Mme Dezlow pour promouvoir George. Là, elle ainsi qu'un quatuor d'hommes et douze belles femmes, chacune représentant un mois de l'année, interprètent un numéro musical, au grand plaisir de B. J. Manton. L'homme d'affaires change d'avis sur la proposition initiale de George. Ce dernier réalise que Victoria a raison, et ils s'embrassent et se réconcilient.

## Fiche technique
- Titre : La Scandaleuse Ingénue
- Titre original : The Petty Girl
- Réalisation : Henry Levin
- Scénario : Nat Perrin, Mary McCarthy
- Chorégraphie : Eugene Loring
- Pays d'origine :  États-Unis
- Genre : Biopic, comédie romantique et film musical

## Distribution
- Robert Cummings : George Petty
- Joan Caulfield : Victoria Braymore
- Elsa Lanchester : Dr Crutcher
- Melville Cooper : Beardsley
- Audrey Long : Mme Connie Manton Dezlow
- Mary Wickes : professeur Whitman
- Frank Orth : Moody
- Tito Vuolo : Faustini
- Philip Van Zandt : Señor Chamleon

Acteurs non crédités
- Gino Corrado
- Sarah Edwards : professeur Morrison
- John Ridgely
- Dorothy Vaughan : vieille servante chez Brush and Easel
- Jean Willes
- Douglas Wood : professeur Stratton

## À noter
- La dernière muse d'Alfred Hitchcock, Tippi Hedren, fait une courte apparition dans La Scandaleuse Ingénue. Elle considère cependant Les Oiseaux (1963) comme son véritable premier film.